# Xuan Zang
|  | Aquest article tracta sobre el personatge històric. Vegeu-ne altres significats a «Xuanzang (personatge de ficció)». |

Xuan Zang o Xuanzang (xinès: 玄奘; pinyin: Xuán Zàng; Wade-Giles: Hsüan-tsang, també Hiuen Tsang o Hiuen Tsiang) (603 - 664), fou un monjo xinès d'una família noble confuciana, que va anar a l'Índia per estudiar els sutres (629) i va visitar de camí l'Àsia central propagant el budisme.
Vers el 629 fou acollit pel rei K'iu Wen-t'ai de Turfan que el va retenir fins al 630; després, el mateix any, fou acollit per Sou-fa Tie (en sànscrit Suvarna Deva, en khudjà Swarnatep, és a dir "El lloc d'or") de Kudjha, tot i que aquest rei era de la tendència budista coneguda per hinayana (petit vehicle) mentre Xuan Zang pertanyia a la tendència mahayana (gran vehicle). També va visitar Kaixgar i altres llocs i va arribar a l'Índia el 633. Va tornar a la Xina per terra el 645, i va introduir-hi l'escola budista Yogacara (coneguda a la Xina com Vijnanavada o Faxiang).
La seva biografia fou escrita per dos dels seus deixebles. Ell mateix va escriure una memòria sobre les regions a l'oest de la Xina, molt important per la història de l'Àsia central i nord-oest de l'Índia.

## Biografia

### Els anys de formació

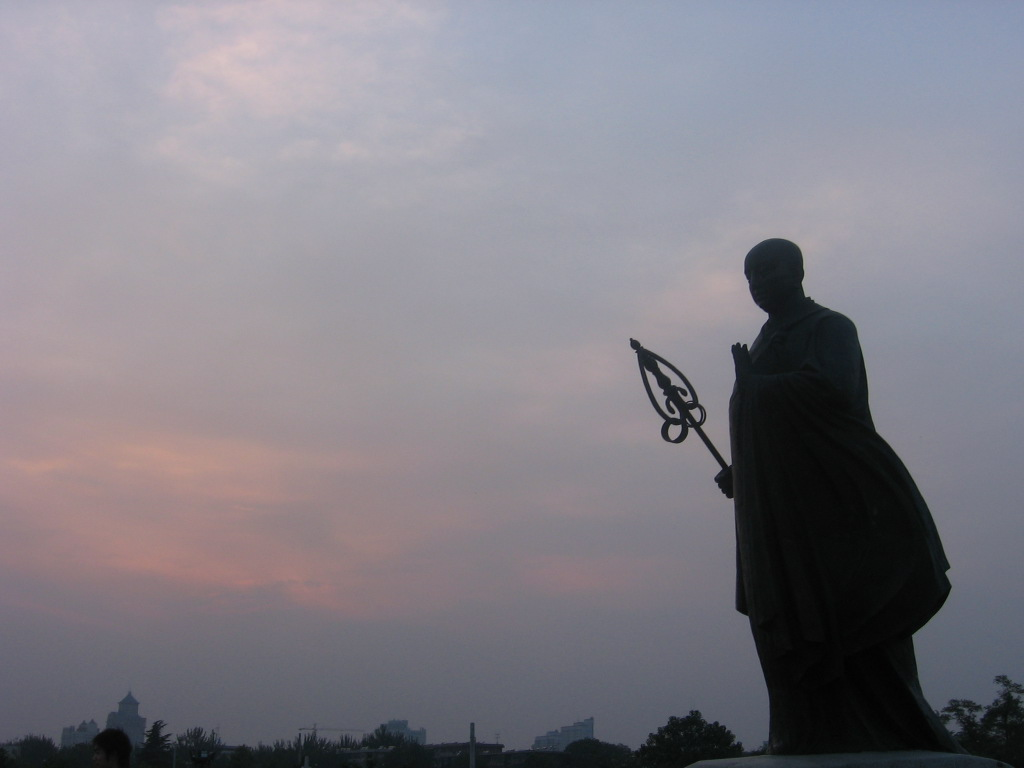
Estàtua de Xuanzang a la Gran Pagoda de l'oca salvatge de Xi'an.

El seu besavi va ser un oficial que servia com prefecte i el seu avi va ser designat professor del Col·legi Imperial de la capital. El seu pare era un confucianista conservador que va abandonar el seu càrrec i es refugià en l'aïllament per a escapar de la inestabilitat política que agitava la Xina en aqueixa època. Segons les biografies tradicionals, Xuanzang va mostrar una serietat i intel·ligència excepcionals, sorprenent al seu pare per la curosa observació dels rituals confucianistes a l'edat de 8 anys. Juntament amb els seus germans i germana, va rebre una educació per part del seu pare a una edat molt primerenca, qui li va instruir en els treballs clàssics de la pietat filial i altres tractats canònics del confucianisme ortodox.
Encara que nascut en una família essencialment confucianista, Xuan Zang va expressar de molt jovenet el desig de convertir-se en monjo budista, com un dels seus germans grans. Després de la mort del seu pare el 611, durant cinc anys va viure amb aquest germà (Chensu, més tard conegut com a Changjie) al monestir de Jingtu a Luoyang, afavorit per la dinastia Sui. Durant aquesta època va estudiar el budisme hinayana i mahayana, i es va sentir més inclinat cap a aquest últim.
El 618, mentre la dinastia Sui s'enfonsava, Xuanzang i el seu germà fugiren cap a Chang'an (Xi'an), que s'havia proclamat capital de la dinastia Tang, i més tard d'allí al sud, a Chengdu, a la província de Sichuan. Els dos germans van passar allí dos o tres anys submergits en profunds estudis, en el monestir de Kong Hui. Quan, a l'edat de 13 anys, Xuanzang va sol·licitar prendre les ordes budistes, l'abat Zheng Shanguo en va fer una excepció pels seus precoços coneixements. Xuan Zang va ser ordenat monjo el 622, a l'edat de 20 anys.
La gran quantitat de contradiccions i discrepàncies que va trobar en els textos el va impulsar a anar-se'n a l'Índia per a estudiar les fonts originals del budisme. Es va separar del seu germà i va tornar a Chang'an per a aprendre llengües estrangeres i continuar els seus estudis de budisme. El 626 va començar a dominar el sànscrit, i probablement va estudiar el tocari. En aquesta època, Xuanzang es va interessar també per l'escola metafísica yogacara.